# الجثوه (مأرب)
الجثوه هي إحدى قرى الجمهورية اليمنية. وهي تتبع جغرافيًا لمحافظة مأرب. وإداريًا لمديرية مأرب. يبلغ تعداد سكانها 1229 نسمة حسب الإحصاء الذي أجري عام 2004.